# Долгое (озеро, Костанайская область)
Долгое — озеро в Узункольском районе Костанайской области Казахстана. Находится в 4 км к востоку от села Пресногорьковка.
По данным топографической съёмки 1959 года, площадь поверхности озера составляет 1,31 км². Наибольшая длина озера — 2,3 км, наибольшая ширина — 0,7 км. Длина береговой линии составляет 5,1 км, развитие береговой линии — 1,25. Озеро расположено на высоте 162,4 м над уровнем моря.